# Mycomya winnertzi
Mycomya winnertzi är en tvåvingeart som först beskrevs av Dziedzicki 1885.  Mycomya winnertzi ingår i släktet Mycomya och familjen svampmyggor.
Artens utbredningsområde är Tyskland. Arten är reproducerande i Sverige. Inga underarter finns listade i Catalogue of Life.